# Мартенсраде
Мартенсраде (нем. Martensrade) — община в Германии, в земле Шлезвиг-Гольштейн. 
Входит в состав района Плён. Подчиняется управлению Зелент/Шлезен.  Население составляет 989 человек (на 31 декабря 2010 года). Занимает площадь 19,53 км².